# Închisoarea spațială
Închisoarea spațială (Moon 44) (1990) este un film german SF de acțiune regizat de Roland Emmerich pentru studioul de filme Centropolis Film Productions. În rolurile principale joacă actorii Michael Paré, Lisa Eichhorn și Brian Thompson.

## Prezentare
În anul 2038 resursele minerale ale pământului sunt pe sfârșite, în spațiul cosmic având loc lupte pentru ultimele depozite de pe alte planete și sateliți. Aceasta este situația generală în timpul căreia una dintre cele mai mari corporații miniere a pierdut totul mai puțin un satelit mineralier și majoritatea roboților minieri complet automați au dispărut în timp ce zburau spre Pământ. Din moment ce nimeni altcineva nu caută astfel de locuri de muncă, ei trimit prizonieri pentru a apăra stația spațială de exploatare minieră. Printre aceștia se află și Stone (Michael Paré), un agent sub acoperire, trimis pentru a investiga soarta celor două navete recent dispărute în circumstanțe misterioase. Într-o atmosferă de corupție, apare frica și teama între grupurile rivale.

## Actori
- Michael Paré este Felix Stone
- Lisa Eichhorn este Terry Morgan
- Dean Devlin este Tyler
- Brian Thompson este Jake O’Neal
- Leon Rippy este Master Sergeant Sykes
- Stephen Geoffreys este Cookie
- Malcolm McDowell este Major Lee
- Jochen Nickel este Scooter Bailey
- Roscoe Lee Browne este Chairman Hall.